# Zuckerrohrernter

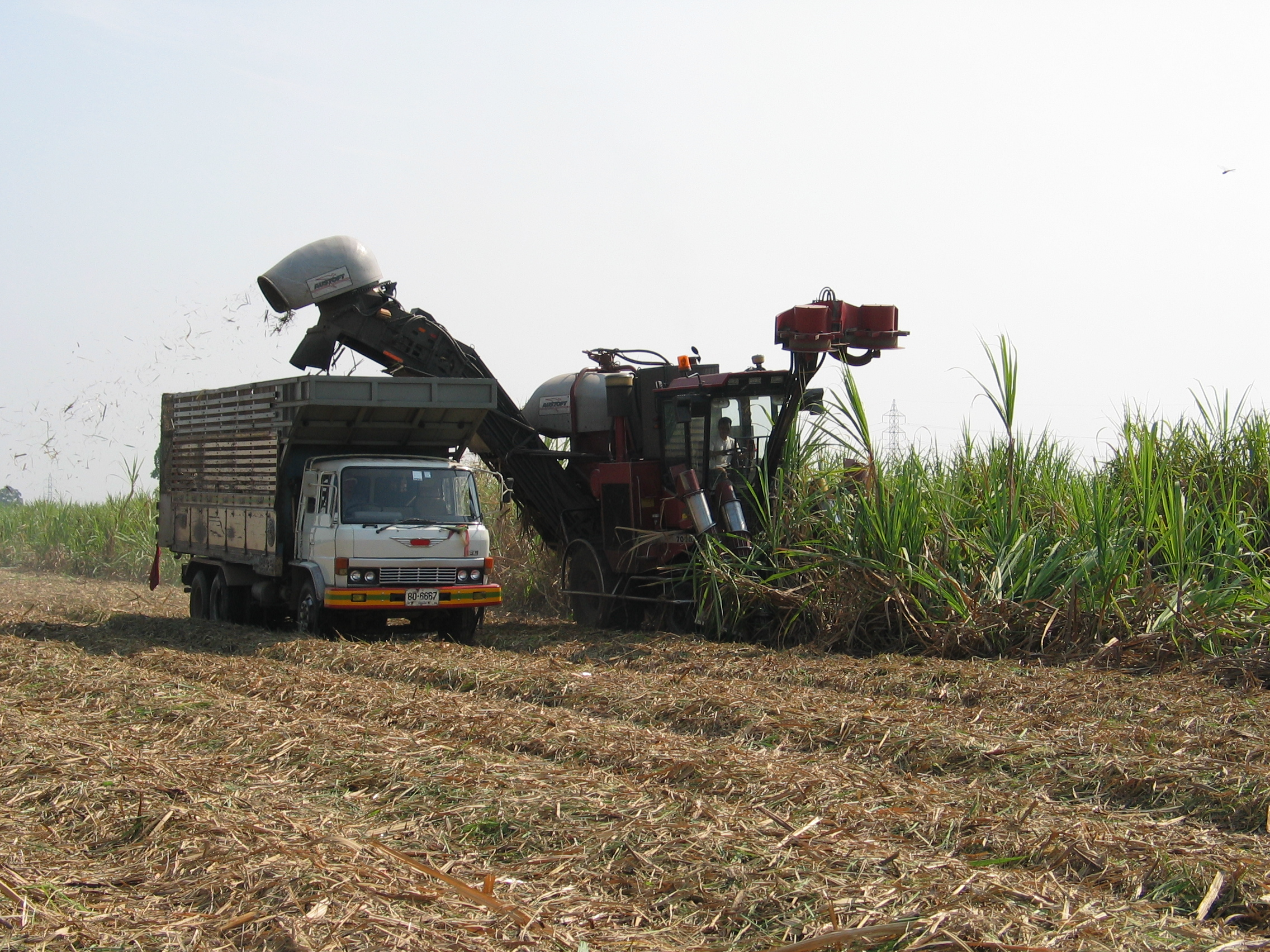
Maschinelle Zuckerrohrernte in Thailand

Ein Zuckerrohrernter oder eine Zuckerrohrerntemaschine ist eine landwirtschaftliche Maschine zur mechanisierten Ernte von Zuckerrohr. Maschinen, die das Erntegut schneiden, häckseln und reinigen werden auch als Zuckerrohrvollernter bezeichnet. Zuckerrohrernter ermöglichen nicht nur eine schnellere und rationellere Ernte des Zuckerrohrs, sondern bieten ferner den Vorteil, dass das Zuckerrohr grün geerntet werden kann. So kann häufig auf das Abbrennen der Felder vor der Ernte verzichtet werden. Dies schont die Bodenfauna, verringert die Emission von Kohlendioxid und macht den Erntezeitpunkt weniger von Witterungsbedingungen abhängig. 

## Geschichte
Ursprünglich erfolgte die Ernte manuell unter Verwendung des Zuckerrohrmessers.
Erste Versuche zur maschinellen Ernte von Zuckerrohr wurden schon im 19. Jahrhundert in Queensland, Australien unternommen, das ein Zentrum der Mechanisierung des Zuckerrohranbaus darstellt. Hier fanden bereits Mitte der 1920er Jahre die ersten Maschinenpräsentationen statt. Der 1925 in Bundaberg vorgestellte Falkiner Cane Harvester schnitt die Zuckerrohrhalme am Boden ab, entfernte das nicht verwendbare Blattwerk an deren Spitze und legte die Stängel bündelweise auf dem Feld ab. Trotzdem wurden bis zum Beginn der 1960er Jahre kaum Zuckerrohrernter eingesetzt. Häufig erwiesen sich die Maschinen als wenig zuverlässig oder nicht praxistauglich. Dies änderte sich innerhalb weniger Jahre, nachdem die Gebrüder Harold und Colin Toft aus Bundaberg im Jahr 1961 ihren Toft Cane Harvester vorstellten. Wenig später baute Massey Ferguson ebenfalls in Australien Zuckerrohrernter. Beide Unternehmen exportierten ihre Maschinen auch in andere Zuckerrohr produzierende Länder, unter anderem nach Kuba. In den USA produzierte das Unternehmen CAMECO aus Thibodaux in Louisiana ab 1965 Zuckerrohrernter. Der deutsche Landmaschinenhersteller Claas entwickelte im Jahr 1971 seinen ersten Zuckerrohrernter.

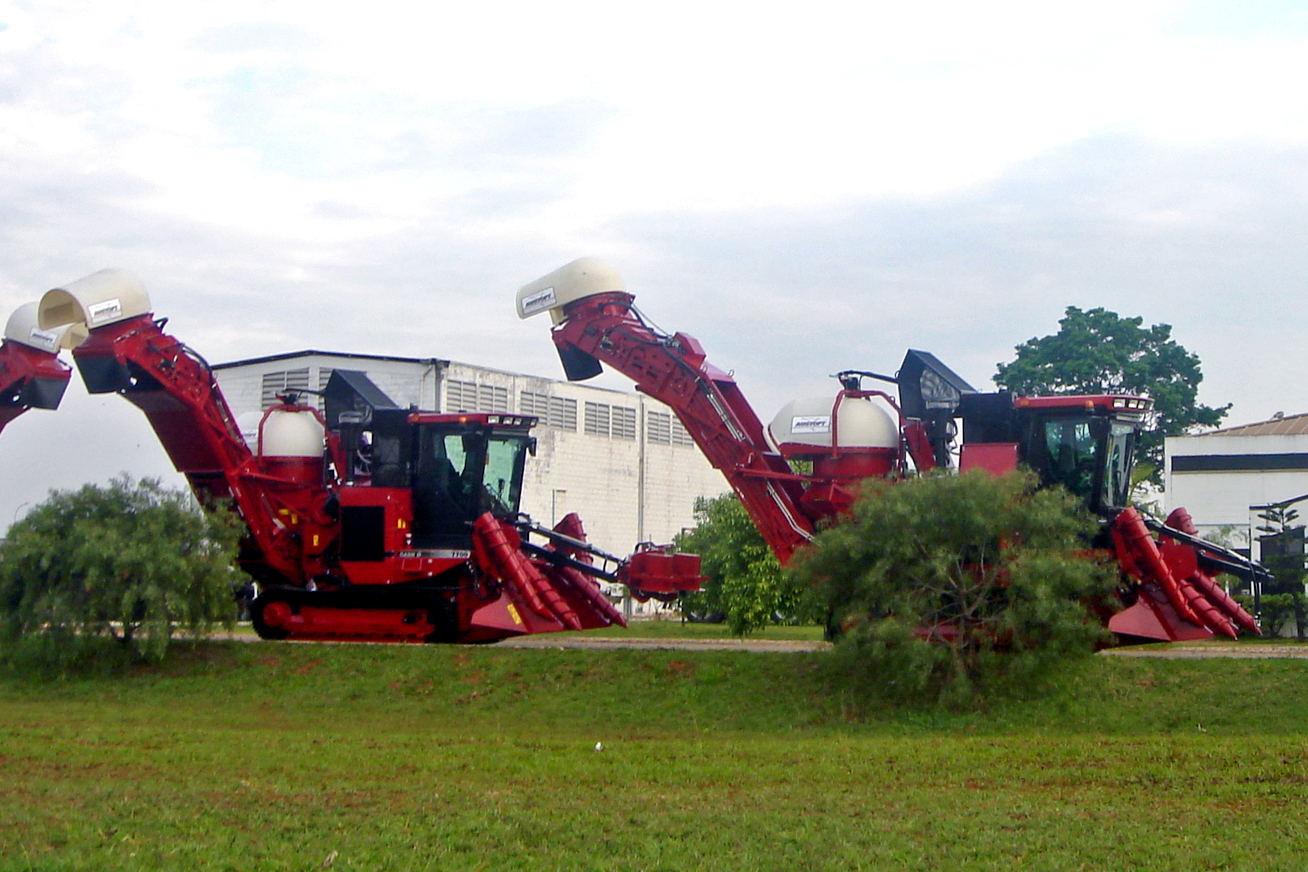
Zwei Case-Zuckerrohrvollernter in Piracicaba

Während 1961 nur etwa 5 % der gesamten Zuckerrohrernte in Australien maschinell verrichtet wurde, waren es im Jahr 1966 bereits 48,5 % und im Jahr 1974 schon 98,5 %. Heute, Anfang des 21. Jahrhunderts, wird in Industrienationen wie Australien und den USA Zuckerrohr nur noch maschinell geerntet. Als der Zuckerpreis 1980 einbrach, stellte Massey Ferguson die Produktion von Zuckerrohrerntern ein. Auch das Unternehmen der Gebrüder Toft wurde verkauft, jedoch später wieder zurück erworben und firmiert seit 1986 unter dem Namen Austoft. Seit 1996 gehört Austoft zu Case. CAMECO wurde 1998 von Deere & Company übernommen. Das deutsche Unternehmen Claas hat die Produktion 2007 wieder aufgegeben. 
Zu den heute führenden Herstellern von selbstfahrenden Zuckerrohrerntemaschinen – sowohl mit Rädern als auch mit Raupenlaufwerken – gehören John Deere und Case IH. Case-Zuckerrohrernter werden im brasilianischen Piracicaba, inmitten einer für Rohrzucker bedeutsamen Region, produziert. Der französische Hersteller von Erntemaschinen für Sonderkulturen, Simon, fertigt Zuckerrohrernter, die von einem Traktor gezogen werden.

## Arbeitsweise

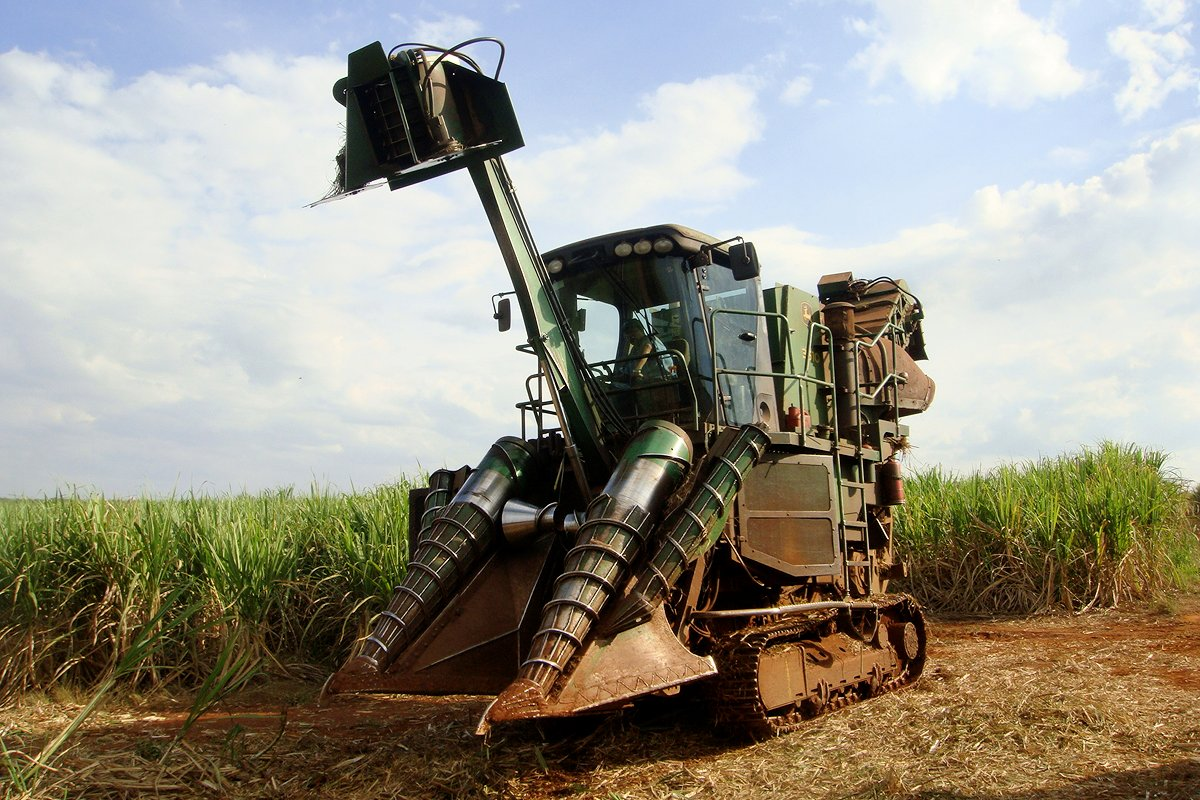
John-Deere-Zuckerrohrernter mit Raupenlaufwerk und hoch gestelltem Topper

Die Arbeitsweise moderner Zuckerrohrernter ist bei allen Hersteller ähnlich und funktioniert im Wesentlichen nach dem von den Gebrüdern Toft entwickelten Prinzip. Diese Maschinen sind in der Regel Selbstfahrer, die entweder mit Rädern oder Raupenfahrwerken ausgestattet sind.
Zunächst scheidet der Topper den Stängel unterhalb der Blätter an der Spitze ab, da dieser obere Teil bei der Zuckerproduktion nicht verwertbar ist. Der Topper befindet sich vor dem eigentlichen Erntevorsatz der Maschine in einer Höhe von etwa 250 cm bis 500 cm über dem Boden. Er ist mittels eines Auslegers an der Maschine befestigt und wird abhängig von der Pflanzenbestandshöhe hydraulisch verstellt. Der Topper besteht aus einem horizontal rotierendem Messer, vor dem zwei sich gegenläufig drehende sternförmige Scheiben angeordnet sind, die die Halmspitzen dem Messer zuführen.

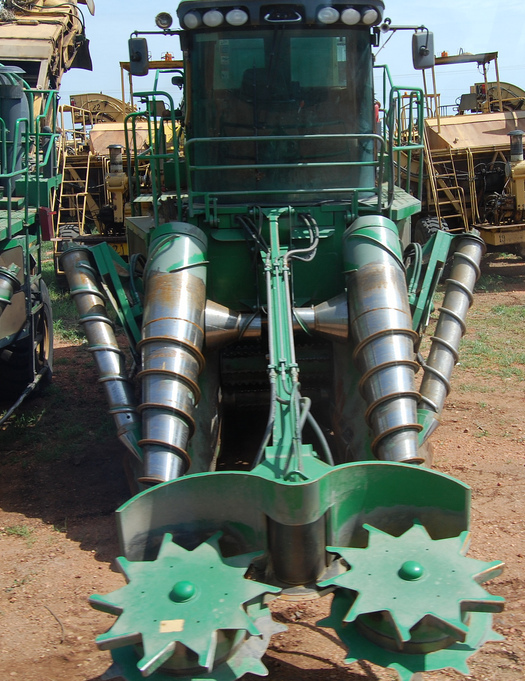
Frontansicht eines Zuckerrohrernters mit tief gestelltem Topper

Der Entevorsatz sieht ähnlich aus wie das Maisgebiss eines Feldhäckslers, verfügt aber über nur zwei Halmteiler. Auf den Halmteilern laufen Förderschnecken, die das Zuckerrohr einziehen und gegebenenfalls aufrichten. Eine rotierende Walze (Englisch: knock-down roller) drückt die Pflanzen nach vorn, bis sie im richtigen Winkel stehen, um in die Maschine eingezogen zu werden. Zwei gegenläufig rotierende Bodenmesser schneiden die Stängel knapp über der Wurzel ab. Die Stängelhebewalze (Englisch: butt-lifter roll) befördert das Erntegut zu den Einzugswalzen. Diese steuern den Vorschub, mit dem das Zuckerrohr zu den gegenläufig rotierenden Häckselmessern befördert wird, und somit dessen Schnittlänge. Diese liegt bei etwa 20 cm bis 30 cm; die kürzeren Stücke lassen sich leichter abtransportieren als komplette Stängel, da sie weniger Raum benötigen. Nach dem Häckseln fallen die Pflanzenstücke in den Korb, von wo aus sie zu einem  Förderband gelangen, das sie auf einen Anhänger oder LKW befördert. Dabei trennt ein Gebläse das Erntegut von trockenen Pflanzenresten, Blättern und anderen Verunreinigungen. Ein weiteres Reinigungsgebläse befindet sich am oberen Ende des Förderbandes, von wo aus das Material in den Anhänger fällt. Dieses scheidet verbliebene Verunreinigungen ab. Die Auswurfhaube dieser sekundären Abscheidung ist verstellbar, um zu verhindern, dass die Rückstände in das Transportfahrzeug geblasen werden.
Es gibt Geräte kleinerer Hersteller, vor allem in Indien, der Volksrepublik China und Südafrika, die das Zuckerrohr schneiden und die Blattspitzen entfernen, die Stängel aber dann auf dem Feld ablegen. Diese Maschinen werden von einem Traktor gezogen und angetrieben.

## Bibliographie
- Australia's sugar industry
- An Australian Invention: Falkiner Cane Harvester in Operation (c1925)
- Toft cane harvesters - Australia Innovates - Powerhouse Museum
- Claas Gruppe Historie

## Weitere Weblinks
- Englische Betriebsanleitung eines John Deere Zuckerrohrernters vom Typ 3510 mit interessanten Zeichnungen und Erläuterungen zur Funktionsweise.
- Produktseite der Firma Claas.
- Produktseite der Firma John Deere.
- Produktseite der Firma Simon.